# Lander Aperribai
Lander Aperribai Aranda, né le 15 juin 1982 à Saint-Sébastien, est un coureur cycliste espagnol .

## Biographie
Il passe professionnel en 2007 au sein de l'équipe Euskaltel-Euskadi,.

## Palmarès
- 2004
  - 3e étape du Tour du Goierri
- 2006
  - 3e de la Subida a Altzo

## Résultats sur les grands tours

### Tour d'Italie
1 participation 
- 2008 : hors délais (16e étape)